# Aurivela tergolaevigata
Espèce
Synonymes
- Cnemidophorus tergolaevigatus Cabrera, 2004

Aurivela tergolaevigata est une espèce de sauriens de la famille des Teiidae.

## Répartition
Cette espèce est endémique de la province de La Rioja en Argentine.

## Publication originale
- Cabrera, 2004 : A new species of Cnemidophorus (Squamata: Teiidae) from western Argentina. Amphibia-Reptilia, vol. 25, no 3, p. 265-275.